# 33e prix Lambda Literary
Le 33e prix Lambda Literary a lieu le 1er juin 2021 pour honorer les ouvrages publiés en 2020.

## Organisation
En raison de la Pandémie de Covid-19 aux États-Unis, les prix sont décernés lors d'une cérémonie à distance.
Les nommés sont annoncés en mars 2021.

## Lauréats et finalistes
| Catégorie                                 | Lauréat                                                                                              | Finalistes |
| ----------------------------------------- | --- | --- |
| Fiction bisexuelle                        | Zaina Arafat, You Exist Too Much                                                                     | - Elisabeth Thomas. Catherine House - C Pam Zhang, How Much of These Hills Is Gold - Sulaiman Addonia, Silence Is My Mother Tongue - Talia Hibbert, Take a Hint, Dani Brown |
| Non-fiction bisexuelle                    | Samantha Irby, Wow, No Thank You.: Essays                                                            | - Natasha Sajé, Terroir: Love, Out of Place - Emma Copley Eisenberg, The Third Rainbow Girl: The Long Life of a Double Murder in Appalachia - Shayla Lawson, This Is Major: Notes of Diana Ross, Dark Girls, and Being Dope - Alden Jones, The Wanting Was a Wilderness: Cheryl Strayed’s Wild and the Art of Memoir |
| Poésie biexuelle                          | Aricka Foreman, Salt Body Shimmer                                                                    | - George Abraham, Birthright - Meghan Privitello, One God at a Time - Jody Chan, sick - S*an D. Henry-Smith, Wild Peach |
| Fiction gay                               | Joon Oluchi Lee, Neotenica                                                                           | - Garth Greenwell, Cleanness - Brandon Taylor, Real Life - Douglas Stuart, Shuggie Bain - Dennis E. Staples, This Town Sleeps |
| (Auto-)biographie gay                     | Mohsin Zaidi, A Dutiful Boy: A Memoir of a Gay Muslim’s Journey to Acceptance                        | - R. Eric Thomas, Here For It: Or, How to Save Your Soul in America - Billy-Ray Belcourt, A History of My Brief Body - John Birdsall, The Man Who Ate Too Much: The Life of James Beard - François Clemmons, Officer Clemmons: A Memoir |
| Poésie gay                                | Eduardo C. Corral, Guillotine                                                                        | - Tommye Blount, Fantasia for the Man in Blue - Justin Phillip Reed, The Malevolent Volume - Romeo Oriogun, Sacrament of Bodies - Ted Rees, Thanksgiving: A Poem |
| Romance gay                               | Felice Stevens, The Ghost and Charlie Muir                                                           | - Adriana Herrera, Finding Joy - Lance Ringel, Flower of Iowa - Erin Colleen McRae and Racheline Maltese, Ink and Ice - Cat Sebastian, Two Rogues Make a Right |
| Fiction lesbienne                         | Juli Delgado Lopera, Fiebre Tropical                                                                 | - K-Ming Chang, Bestiary - Francesca Ekwuyasi, Butter Honey Pig Bread - Jennifer Steil, Exile Music - Jean Kyoung Frazier, Pizza Girl |
| (Auto-)biographie lesbienne               | Jenn Shapland, My Autobiography of Carson McCullers                                                  | - Tania De Rozario, And The Walls Come Crumbling Down - Lori Soderlind, The Change: My Great American, Postindustrial, Midlife Crisis Tour - Tana Wojczuk, Lady Romeo: The Radical and Revolutionary Life of Charlotte Cushman, America’s First Celebrity - Nina Kennedy, Practicing for Love: A Memoir |
| Poésie lesbienne                          | Pamela Sneed, Funeral Diva                                                                           | - Roya Marsh, dayliGht - Sarah M. Sala, Devil’s Lake - Mary Jean Chan, Flèche - Kimberly Alidio, : once teeth bones coral : |
| Romance lesbienne                         | Alexandria Bellefleur, Written in the Stars                                                          | - Clare Ashton, Finding Jessica Lambert - Anna Burke, Nottingham - Ali Vali, One More Chance - Jae, Wrong Number, Right Woman |
| Anthologie LGBTQ                          | Joshua Whitehead, Love After the End: An Anthology of Two-Spirit and Indigiqueer Speculative Fiction | - Ejeris Dixon and Leah Lakshmi Piepzna-Samarasinha, Beyond Survival: Strategies and Stories from the Transformative Justice Movement - Dave Ring, Glitter + Ashes: Queer Tales of a World That Wouldn’t Die - Jos Twist, Ben Vincent, Meg-John Barker and Kat Gupta, Non-Binary Lives: An Anthology of Intersecting Identities - Andrea Abi-Karam and Kay Gabriel, We Want It All: An Anthology of Radical Trans Poetics |
| Littérature jeunesse et young adult LGBTQ | Kacen Callender, King and the Dragonflies                                                            | - Niki Smith, The Deep & Dark Blue - Vincent X. Kirsch, From Archie to Zack - Phil Bildner, A High Five for Glenn Burke - Peter Mercurio, Our Subway Baby |
| Théâtre LGBTQ                             | Yilong Liu, The Book of Mountains and Seas                                                           | - Jacqueline Goldfinger, Babel - Liza Birkenmeier and Jill Sobule, F*ck7thGrade - Sarah Einspanier, House Plant - R. Eric Thomas, Safe Space |
| Érotisme LGBTQ                            | Lena Suksi, The Nerves                                                                               | - Sinclair Sexsmith, Best Lesbian Erotica of the Year, Volume 5 - Anne Shade, Femme Tales - Andrea Purcell, Smut Peddler Presents: Silver - Kel Hardy, Tianna Henry and MJ Lyons, Smut Peddlers: Glad Day 50 |
| Roman graphique LGBTQ                     | Bishakh Som, Apsara Engine                                                                           | - Sophie Yanow, The Contradictions - Yao Xiao, Everything Is Beautiful, and I’m Not Afraid: A Baopu Collection - Tina Horn, Laurenn McCubbin, Jen Hickman, Alejandra Gutiérrez, Michael Dowling, Steve Wands, Tula Lotay, Katie Skelly and Chris O’Halloran, SFSX (Safe Sex), Vol. 1: Protection - Bishakh Som, Spellbound: A Graphic Memoir                                                                              |
| Roman à mystère LGBTQ                     | Tom Ryan, I Hope You’re Listening                                                                    | - A. E. Radley, Death Before Dessert - Cheryl A. Head, Find Me When I’m Lost - Stephen Spotswood, Fortune Favors the Dead - Rosalie Knecht, Vera Kelly Is Not a Mystery |
| Non-fiction LGBTQ                         | Ashon T. Crawley, The Lonely Letters                                                                 | - Ruth Coker Burks, All the Young Men - Gabriel Ojeda-Sagué and Erich Kessel Jr., An Excess of Quiet: Selected Sketches by Gustavo Ojeda, 1979–1989 - Marty Fink, Forget Burial: HIV Kinship, Disability, and Queer/Trans Narratives of Care - Josephine Donovan, The Lexington Six: Lesbian and Gay Resistance in 1970s America                                                                                          |
| SF/F/Horreur LGBTQ                        | Julian K. Jarboe, Everyone on the Moon is Essential Personnel                                        | - Rebecca Roanhorse, Soleil noir (Black Sun) - Zen Cho, The Order of the Pure Moon Reflected in Water - Tlotlo Tsamaase, The Silence of the Wilting Skin - Aaron A. Reed, Subcutanean |
| Études LGBTQ                              | Zakiyyah Iman Jackson, Becoming Human: Matter and Meaning in an Antiblack World                      | - Cait McKinney, Information Activism: A Queer History of Lesbian Media Technologies - José Esteban Muñoz, The Sense of Brown - Janet R. Jakobsen, The Sex Obsession: Perversity and Possibility in American Politics - Jane Ward, The Tragedy of Heterosexuality |
| Young Adult LGBTQ                         | Mike Curato, Flamer                                                                                  | - L. C. Rosen, Camp - Trung Le Nguyen, The Magic Fish - Agnes Borinsky, Sasha Masha - Leah Johnson, You Should See Me in a Crown |
| Fiction transgenre                        | Zeyn Joukhadar, The Thirty Names of Night                                                            | - Nino Cipri, Finna - Chana Porter, The Seep - Vivek Shraya, The Subtweet - Lydia Rogue, Trans-Galactic Bike Ride: Feminist Bicycle Science Fiction Stories of Transgender and Nonbinary Adventurers |
| Non-fiction transgenre                    | J Mase III and Dane Figueroa Edidi, The Black Trans Prayer Book                                      | - Meredith Talusan, Fairest: A Memoir - Mattilda Bernstein Sycamore, The Freezer Door - L Heidenreich, Nepantla Squared: Transgender Mestiz@ Histories in Times of Global Shift - Hil Malatino, Trans Care |
| Poésie transgenre                         | Sade LaNay, I Love You and I'm Not Dead                                                              | - Aeon Ginsberg, Greyhound - Kay Ulanday Barrett, More Than Organs - Maxe Crandall, The Nancy Reagan Collection - Jay Besemer, Theories of Performance |

## Prix spéciaux
- Prix Jeanne Córdova pour la non-fiction lesbienne ou queer : Nancy Agabian (en)[3]
- Prix Jim Duggins des romanciers en cours de carrière (en) : Brontez Purnell (en) et Sarah Gerard (en)[3]
- Prix Judith A. Markowitz de la révélation littéraire : Taylor Johnson (en) et T Kira Madden (en)[3]
- Prix Randall Kenan pour la fiction LGBTQ noire : Ana-Maurine Lara (en)[4]